# Gymnocidaris
Gymnocidaris is een geslacht van uitgestorven zee-egels uit de familie Hemicidaridae.

## Soorten
- Gymnocidaris atchanensis Vadet, Nicolleau & Reboul, 2010 †
- Gymnocidaris gortanii Maccagno, 1950 †
- Gymnocidaris lamberti Mercier, 1932 †
- Gymnocidaris madagascariensis Lambert, 1936 †
- Gymnocidaris pustulosa (L. Agassiz 1840) †